# محمد پارسا (سیاستمدار)
محمد پارسا سیاست‌مدار ایرانی بود، که در دوره بیست و چهارم مجلس شورای ملی به عنوان نماینده ملاوی از استان لرستان در مجلس شورای ملی حضور داشت.